# باريش مانتشو
محمد باريش مانتشو (بالتركية: Mehmet Barış Manço) المعروف بـ باريش مانتشو  (بالتركية: Barış Manço) (أسكودار، إسطنبول 2 يناير 1943 - كاديكوي، إسطنبول 1 فبراير 1999)، مغني روك تركي وملحن ومنتج تلفزيوني. لديه أكثر من 200 أغنية، والتي تُرجم بعضها إلى العديد من اللغات مثل الرومانية والإنجليزية واليابانية واليونانية والإيطالية والبلغارية والفارسية والأردية والعربية. وكان يعد واحداً من الشخصيات الأكثر شعبية في تركيا.

## حياته
ولد باريش في أثناء الحرب العالمية الثانية، لذلك أطلق عليه والده اسمه الذي اشتهر به "باريش"؛ والذي يعني السلام، وبذلك كان أول من سُميّ بهذا الاسم في تركيا. لباريش أخوين هما "ساواش و"أوكتاي" وأخت واحدة اسمها "إنجي". درس باريش في المرحلة الثانوية بمدرسة "غلطة سراي" بمدينة إسطنبول، وبسبب وفاة أبيه عام 1958؛ انتقل إلى مدرسة "ترقي" بإسطنبول. وفي أثناء دراسته فيها اهتم بالموسيقى، وقام بتأسيس أول مجموعة موسيقية تحت اسم "الأصدقاء" (بالتركية: Kafadarlar)‏.

## ألبوماته الغنائية
- Dünden Bugüne (1972) (Sayan)
- 2023 (1975) (Yavuz Plak)
- Sakla Samanı Gelir Zamanı (1976) (Yavuz)
- Baris Mancho, released as Nick The Chopper in Turkey (1976) (CBS Disques/Grammofoonplaten S.A.B.V., CBS 81784, Yavuz LP)
- Yeni Bir Gün (1979) (Yavuz ve Burç Plakçılık)
- 20 Sanat Yılı Disco Manço (1980) (Türküola)
- Sözüm Meclisten Dışarı (1981) (Türküola)
- Estağfurullah... Ne Haddimize! (1983) (Türküola)
- 24 Ayar Manço (1985) (Emre Plakçılık)
- Değmesin Yağlı Boya (1986) (Emre Plakçılık)
- 30 Sanat Yılı Fulaksesuar Manço - Sahibinden İhtiyaçtan (1988) (Emre Plakçılık)
- Darısı Başınıza (1989) (Yavuz ve Burç Plakçılık)
- Mega Manço (1992) (Emre Plak)
- Müsaadenizle Çocuklar (1995) (Emre Plak)
- Barış Manço Live In Japan (1996) (Emre Plak)
- Mançoloji (1999) (Emre Plak)

## أفلامه
- Baba beni eversene (1975)

## روابط خارجية
- باريش مانتشو على موقع IMDb (الإنجليزية)
- باريش مانتشو على موقع ميوزك برينز (الإنجليزية)
- باريش مانتشو على موقع ديسكوغز (الإنجليزية)
- باريش مانتشو على موقع قاعدة بيانات الفيلم (الإنجليزية)